# Église des Jésuites de Molsheim
 (mars 2023).
Si vous disposez d'ouvrages ou d'articles de référence ou si vous connaissez des sites web de qualité traitant du thème abordé ici, merci de compléter l'article en donnant les références utiles à sa vérifiabilité et en les liant à la section « Notes et références ».
L’église des Jésuites de Molsheim est un édifice religieux catholique sis à Molsheim en Alsace (France). Elle est l'église de la paroisse Saint-Georges de Molsheim, sous le nom d'église de la Très-Saint-Trinité. De style gothique sa construction fut décidée le 15 novembre 1614 par l'Archiduc Léopold d'Autriche, évêque de Strasbourg et la première pierre posée en février 1615 en présence de l'archiduc Charles d'Autriche. Consacrée le 26 août 1618 par l'évêque de Bâle, Guillaume Rinck de Baldenstein. Le coût total de la construction s'éleva à 140 000 florins et la chronique rapporte que l'archiduc Léopold régla la dernière dette de 20 000 florins pour accélérer l'achèvement des travaux. L’église fut plusieurs fois remaniée adoptant des aspects des styles architecturaux successifs. Son style gothique y est allié à l'architecture moderne. Elle est classée au registre des monuments historiques de France depuis 1939.
L’Église était au départ affectée au service pastoral et spirituel des élèves du collège des Jésuites y attenant, ou, à l’occasion, pour des cérémonies religieuses attirant les dignitaires de la ville. Le collège jésuite fut fondé par un décret signé en 1580 par l’évêque Jean de Manderscheid-Blankenheim qui céda gratuitement aux Jésuites les locaux et dépendances de l'ancien hôpital. Le collège se développa rapidement et fut agrandi en 1608 sous l'impulsion de l'archiduc Léopold. Le rayonnement des Jésuites prit une telle ampleur que la chapelle du vieil hôpital fut considérée comme inadaptée et Léopold décida la construction d'une nouvelle église en 1615.
Après la suppression de la Compagnie de Jésus (1773) l’église devint église paroissiale (1791) sous l'appellation "église Saint-Georges", remplaçant l’ancienne qui fut détruite.
Après la cathédrale de Strasbourg, elle passe pour être la plus vaste église du Bas-Rhin en termes de volume. Elle comprend un autel datant de 1865, deux chapelles internes, et un orgue Silbermann construit en 1781.

## Localisation et dédicace
L'église est située à Molsheim, mais pas au centre même de la vieille ville.

## Histoire

### Construction
La construction de l'église des Jésuites est très rapide, en seulement deux années de 1615 à 1617. La maîtrise d’œuvre fut confiée à Christoph Wamser, originaire de Aschaffenbourg (Franconie). La direction des travaux fut assurée par le jésuite Jean Isfording, recteur du collège de Molsheim. Wamser est également le maître d'œuvre de l'église de l'Assomption de Cologne, de peu postérieure à l'église de Molsheim, et pour laquelle il s'inspire de son œuvre alsacienne.
La sacristie, placée dans l'axe du monument et derrière le chœur, ne fait pas partie du programme initial de travaux ; mais, dès 1618, elle est ajoutée à l’édifice. La même année, l'église est solennellement consacrée par l'évêque de Bâle Joseph Guillaume Rinck de Baldenstein. Le sculpteur Johann Lang, travaillant fréquemment avec l'architecte, ainsi que les stucateurs Jean Kuhn et peut-être Michael Castello travaillent cette même année 1618 sur le décor des chapelles latérales.

### Travaux menés sur l'édifice
Outre les interventions pratiquées sur l'orgue, une restauration de l'église des Jésuites est menée en 1989.

## Architecture

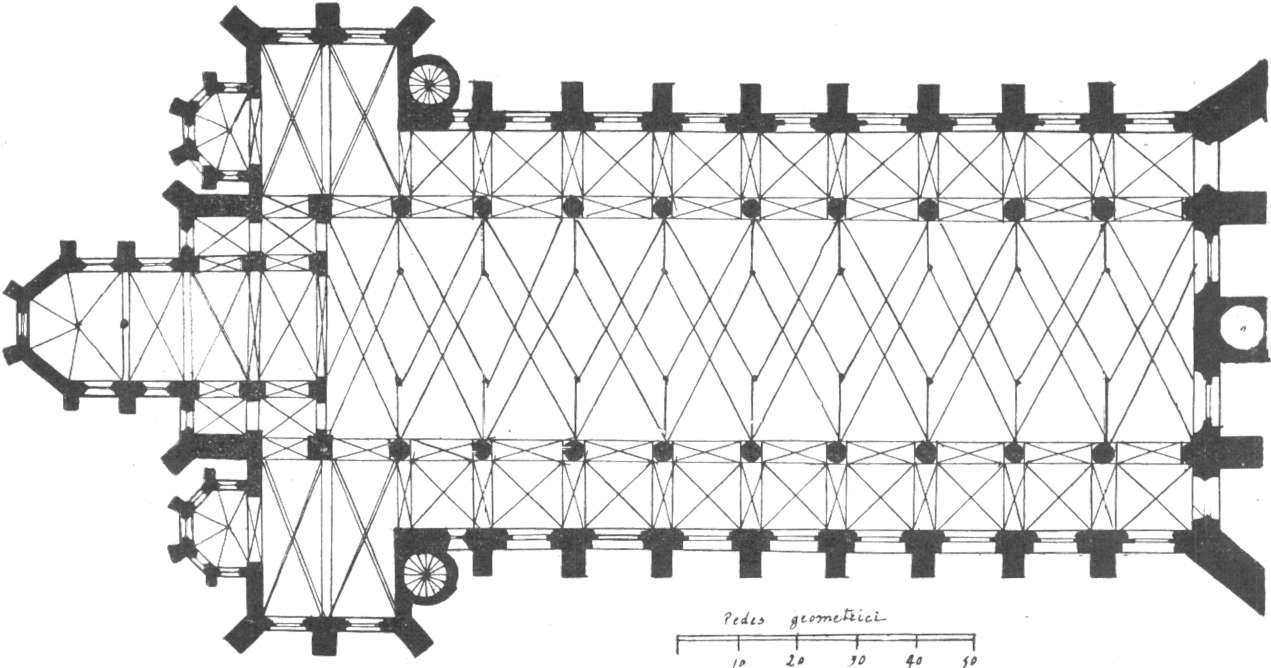
Plan dressé avant 1903 de l'église des Jésuites. Le nord est placé en bas, l'édifice étant orienté.

Hors-tout, l'église mesure 72 mètres de longueur, et 34 mètres de largeur au transept. La nef est large de 11,6 mètres et les deux bas-côtés de quatre mètres chacun.

### Extérieur de l’édifice

#### Façades
L'insertion urbaine de l'église, et en particulier la mitoyenneté du collège jésuite, ne permettaient pas à l'architecte de créer une façade occidentale majestueuse. Aussi le travail de ce dernier se porte-t-il plutôt sur les façades septentrionale et méridionale. La mise en valeur des contreforts et surtout des pignons chantourné du transept sont les principales composantes de cet enrichissement architectural. La conception d'une toiture d'un seul tenant courant d'un bout à l'autre de l'édifice participe aussi de cette monumentalité recherchée.
L'église paroissiale a conservé huit portes d'origine à un ou deux vantaux. Ces portes sont de type Renaissance et sont garnies de ferrures de grande taille. Elles permettent d'accéder à l'extérieur de l'église, à la sacristie, à la tour Saint-Michel ou aux tourelles d'escalier menant aux tribunes. On accède au sommet de la tour (45 m) par un escalier en colimaçon de 159 marches.

#### Clochers
L'église est pourvue de deux clochers, l'un d'eux sonne les heures et les quarts d'heure, l'autre sonne pour les messes et autres offices religieux. Le plus grand est le clocher Saint-Michel.

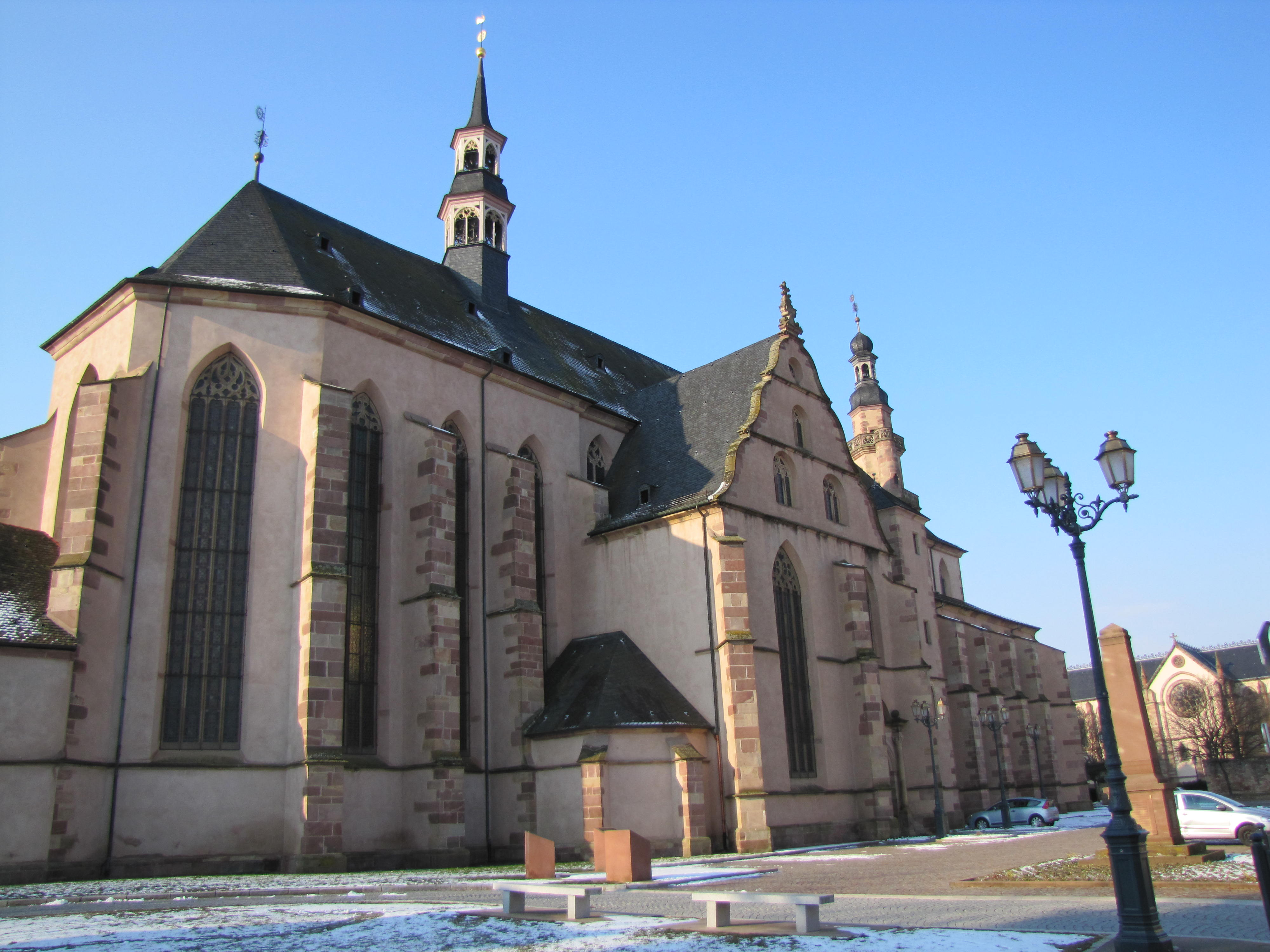
Façade côté nord.
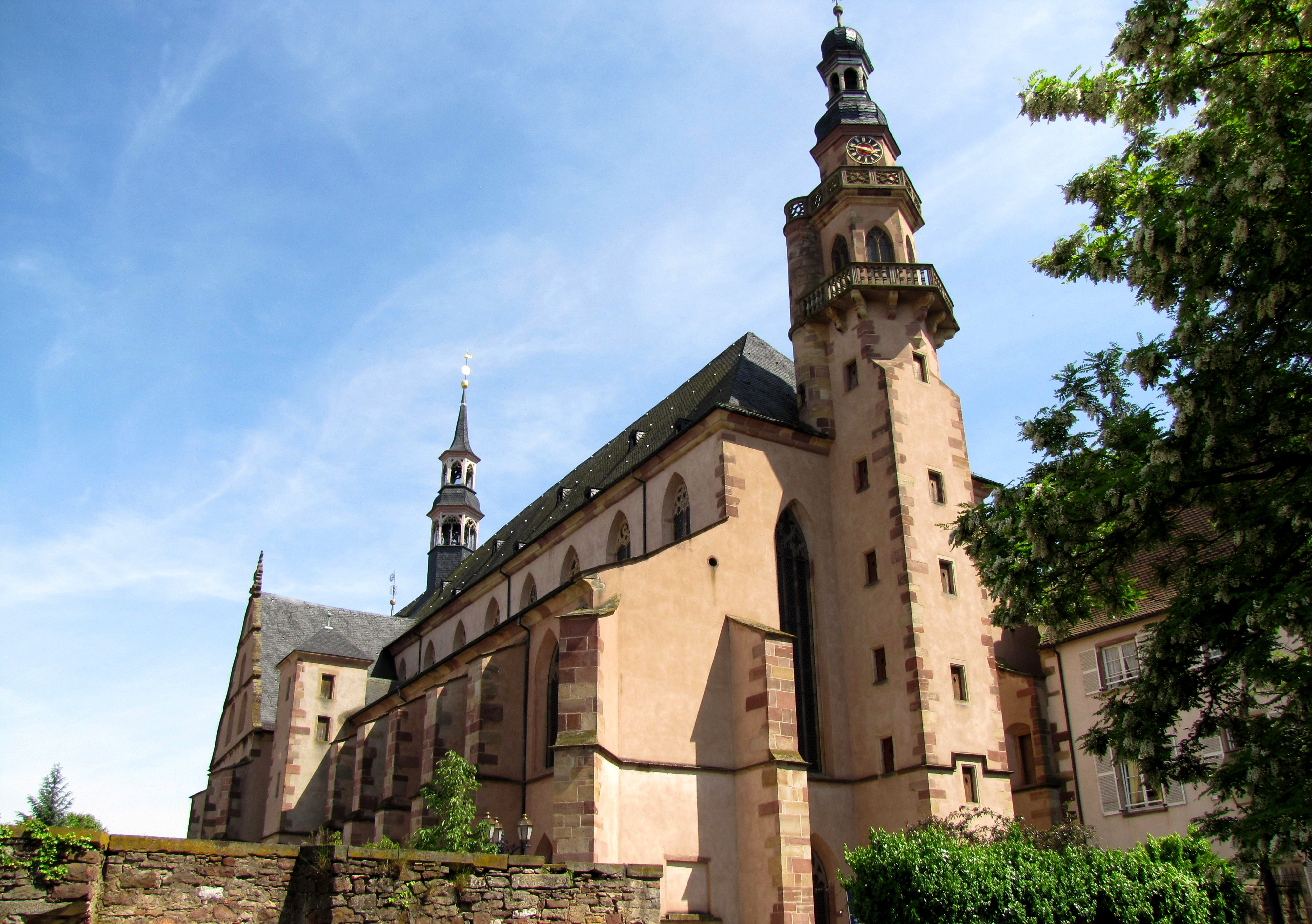
Façade nord avec campanile.
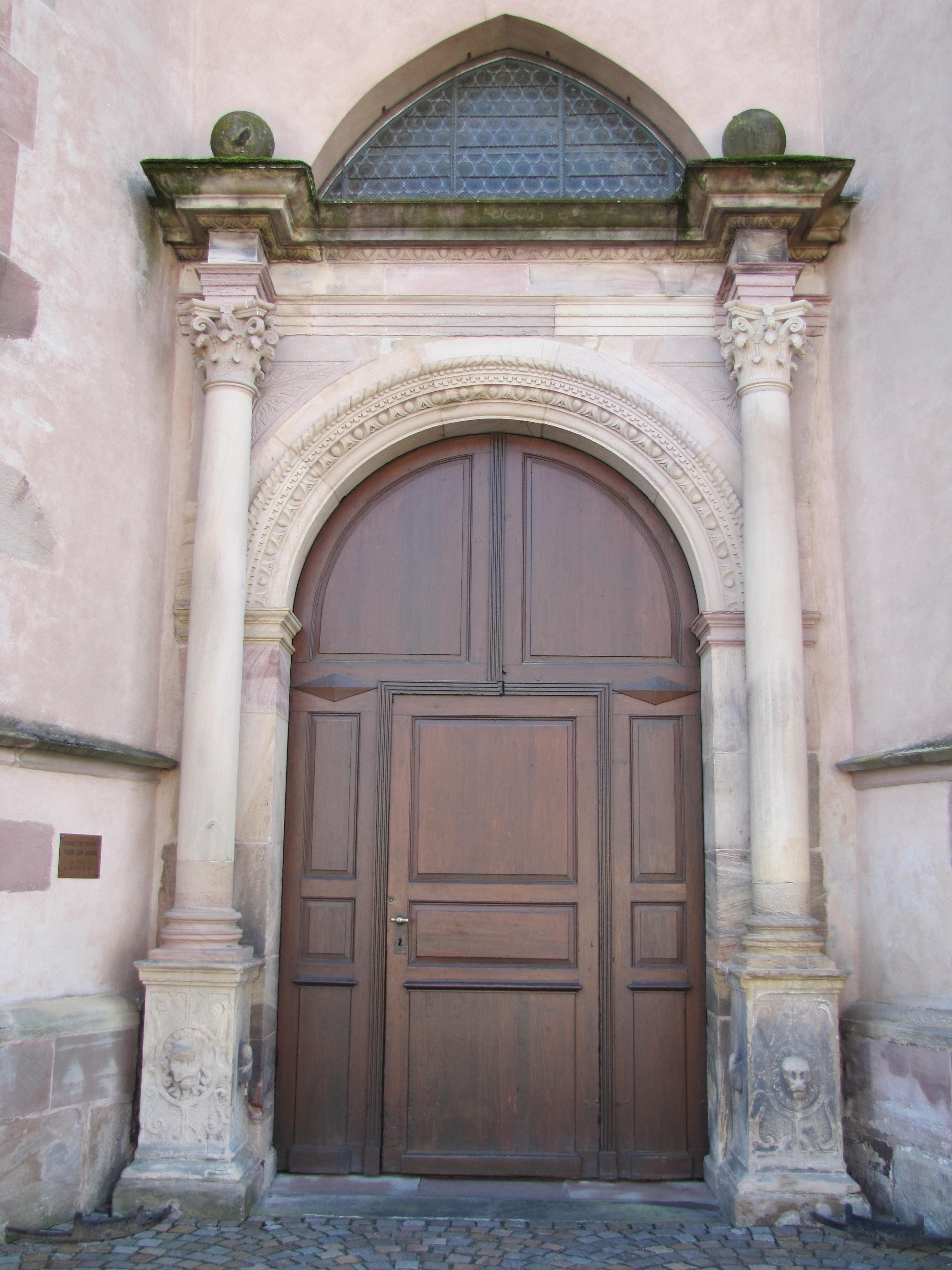
Portail principal baroque du XVIIe siècle.

## Intérieur de l'édifice
La nef centrale comporte neuf travées dont les sept premières s'ouvrent sur les collatéraux, qui sont intégralement surmontés de tribunes. Lors de la construction, la tribune de Molsheim était la seule de cette importance en Alsace ; les tribunes permettaient aux élèves des collèges jésuites d'assister aux offices sans se mêler aux autres fidèles. La lumière extérieure est principalement fournie en second jour, par le biais des verrières qui éclairent la tribune.
Le transept est beaucoup moins important intérieurement que ce que le massif extérieur laisse supposer. En effet, une partie de ce massif extérieur est ménagée pour permettre l'accès à l'édifice. Les chapelles restantes de part et d'autre du vaisseau principal sont très autonomes par rapport au reste de l'édifice, et bénéficient en outre d'un traitement décoratif assez différent.
Le chœur est surélevé de quatre marches et est séparé de la nef par un arc ogival diaphragme, qui descend de la voûte au sol sans interruption.
L'impression de sobriété est caractéristique du gothique finissant. À l'origine, les voûtes de la nef étaient décorées d'étoiles sur fond bleu au milieu desquels voltigeaient des anges portant des fleurs. Il ne reste plus que quelques fragments des fresques d'origine. Les statues qui ornaient les niches le long des galeries ont disparu pendant la Révolution.
Dans l'entrée nord est dressée une croix de pierre qui est présumée avoir été sculptée par Conrad Seyfert vers 1480 pour les chartreux de Koenigshoffen. Elle a été transférée à Molsheim en 1598 et placée à son emplacement actuel en 1970. Elle passe pour l'une des plus belles de la fin du Moyen Âge en Alsace.

### Le sanctuaire
Il est particulièrement vaste (19,50 × 11 m), surélevé de quatre marches et séparé de la nef centrale par un arc majestueux supporté par quatre lions. Le vitrail du milieu représente sainte Odile, sainte patronne de l'Alsace, et trois autres saints. L'autel primitif en pierre a été remplacé vers 1865 par un maître-autel néogothique. Dans sa partie supérieure, on voit saint Georges terrassant le dragon. De part et d'autre du tabernacle se trouvent saint Materne, saint Sébastien, saint Roch et saint Arbogast, premier évêque de Strasbourg. Si les autres vitraux de l'église sont transparents selon l'idée jésuite que la lumière rayonnait la clarté de la parole divine, ceux du sanctuaire datant d'environ 1860 sont richement décorés et colorés.

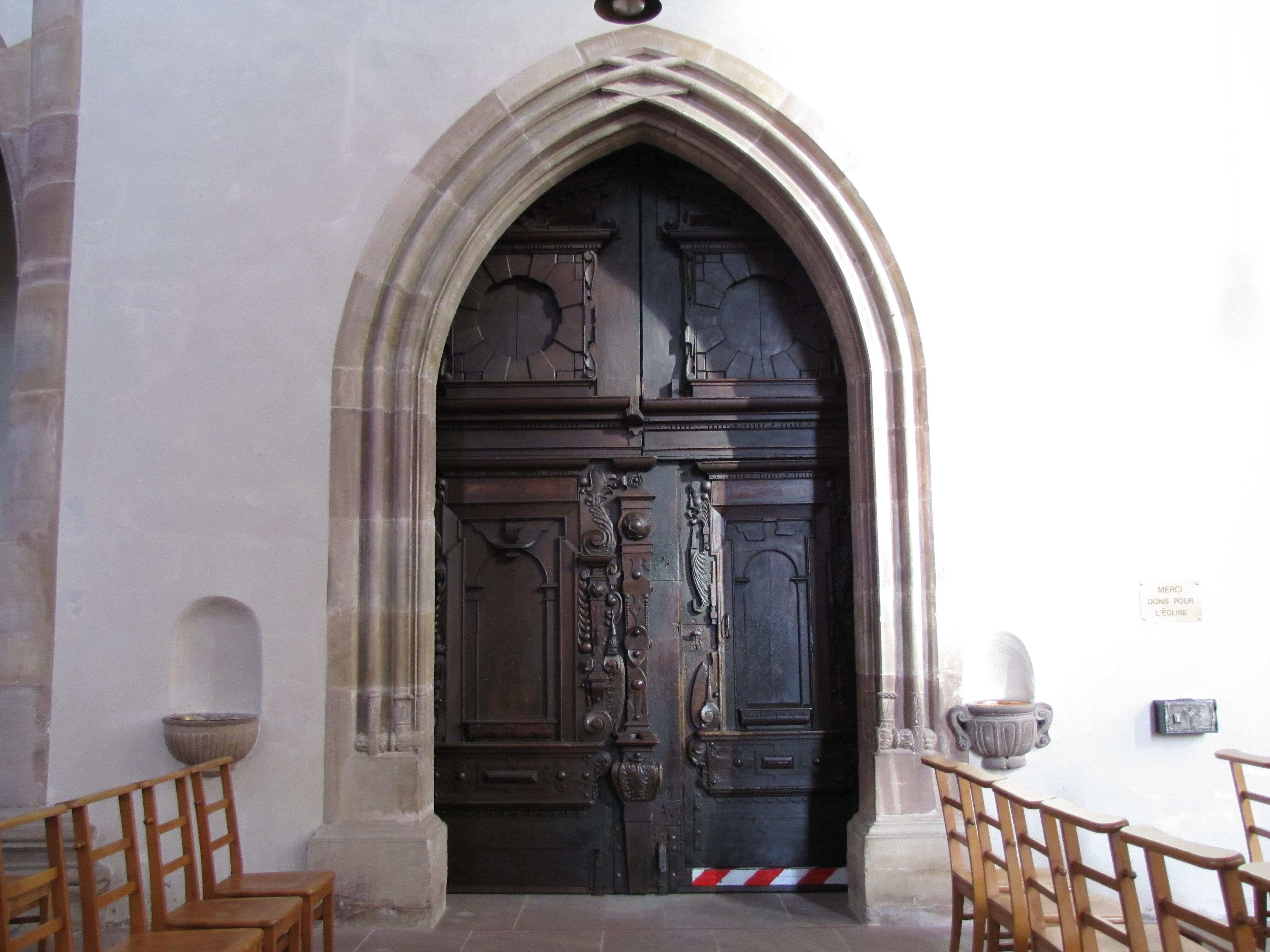
Porte d'entrée de 1618.
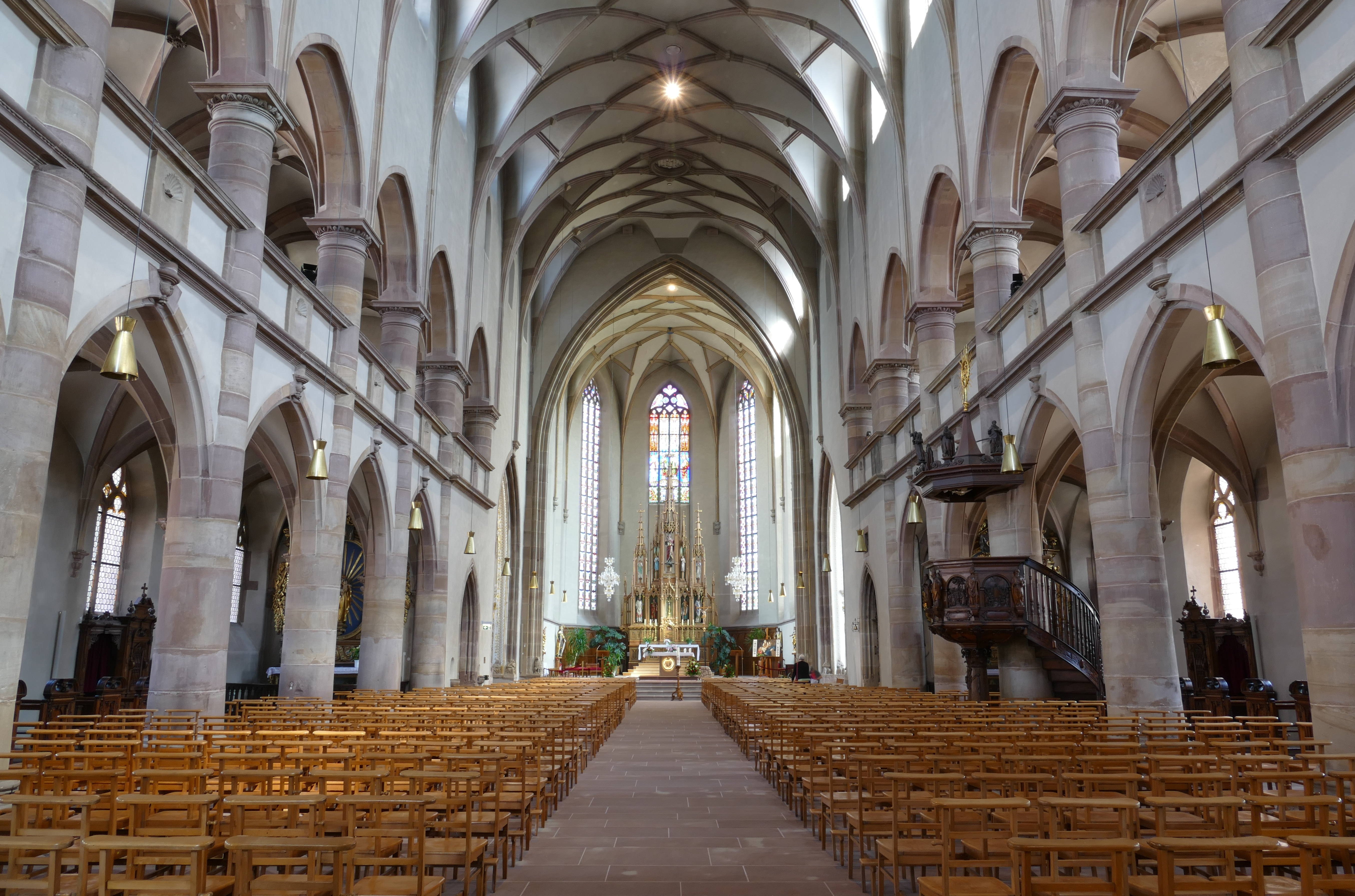
Vue intérieure de la nef vers le chœur.

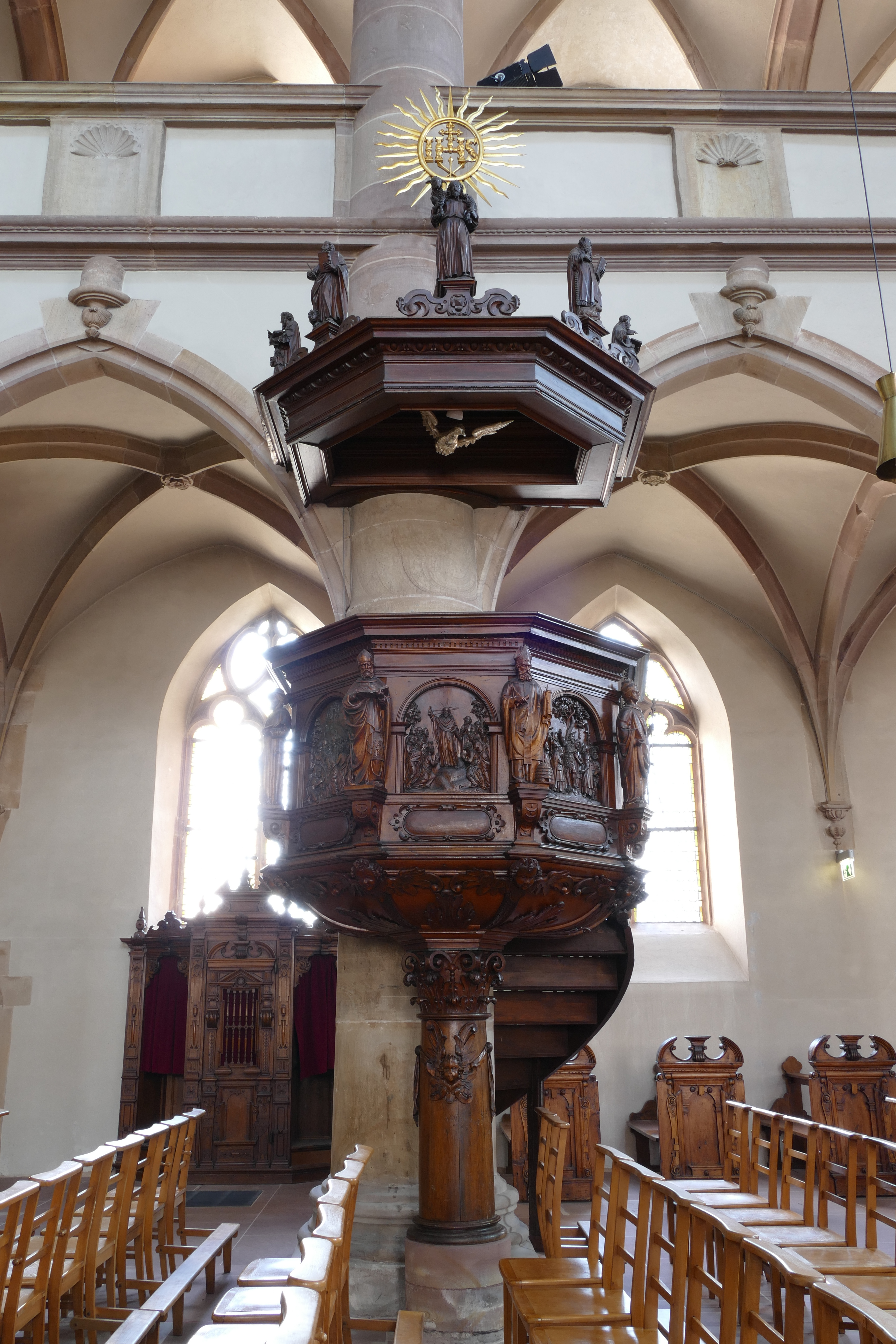
Chaire de 1631.

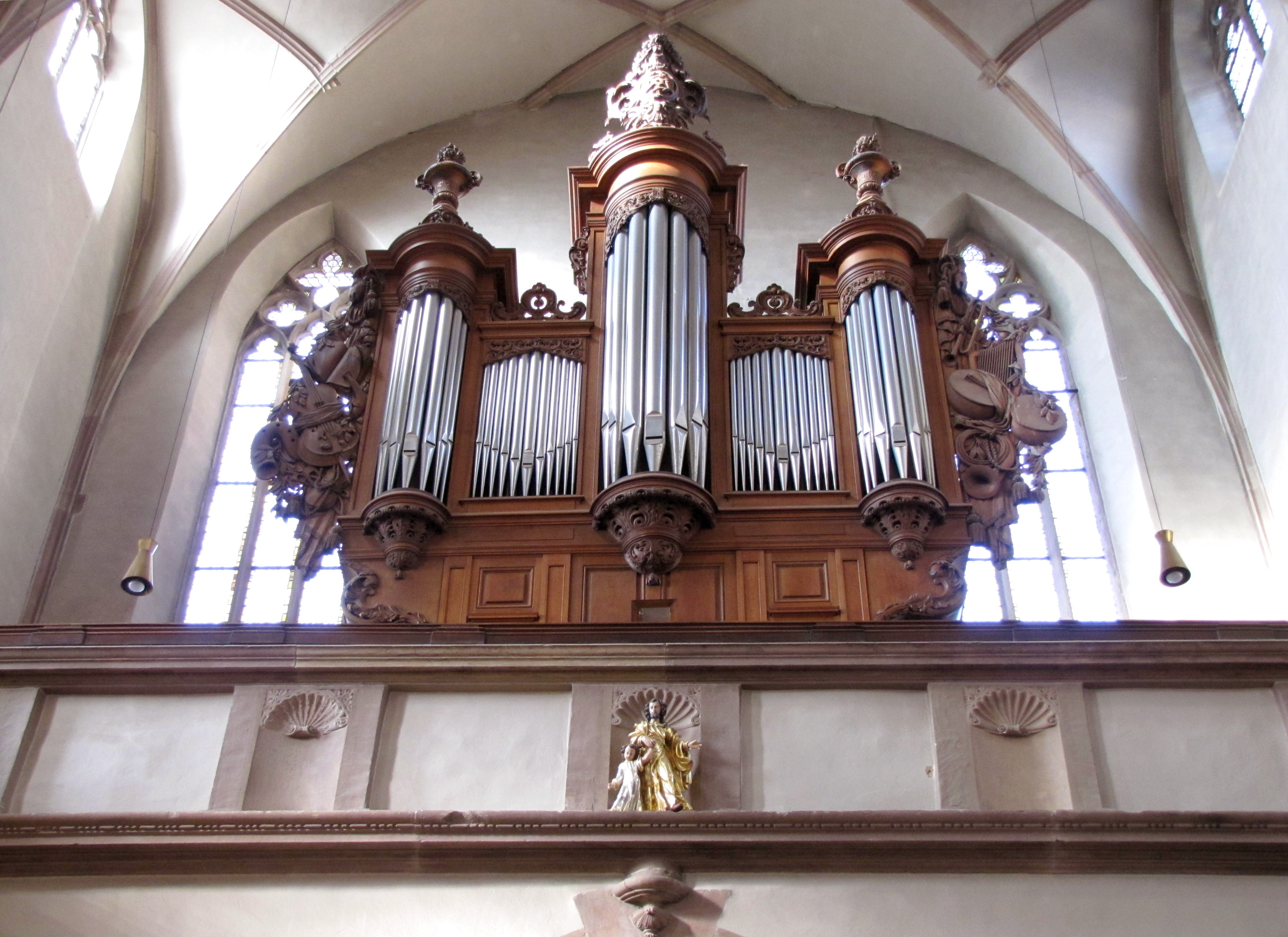
Orgue de Johann Andreas Silbermann, 1781.

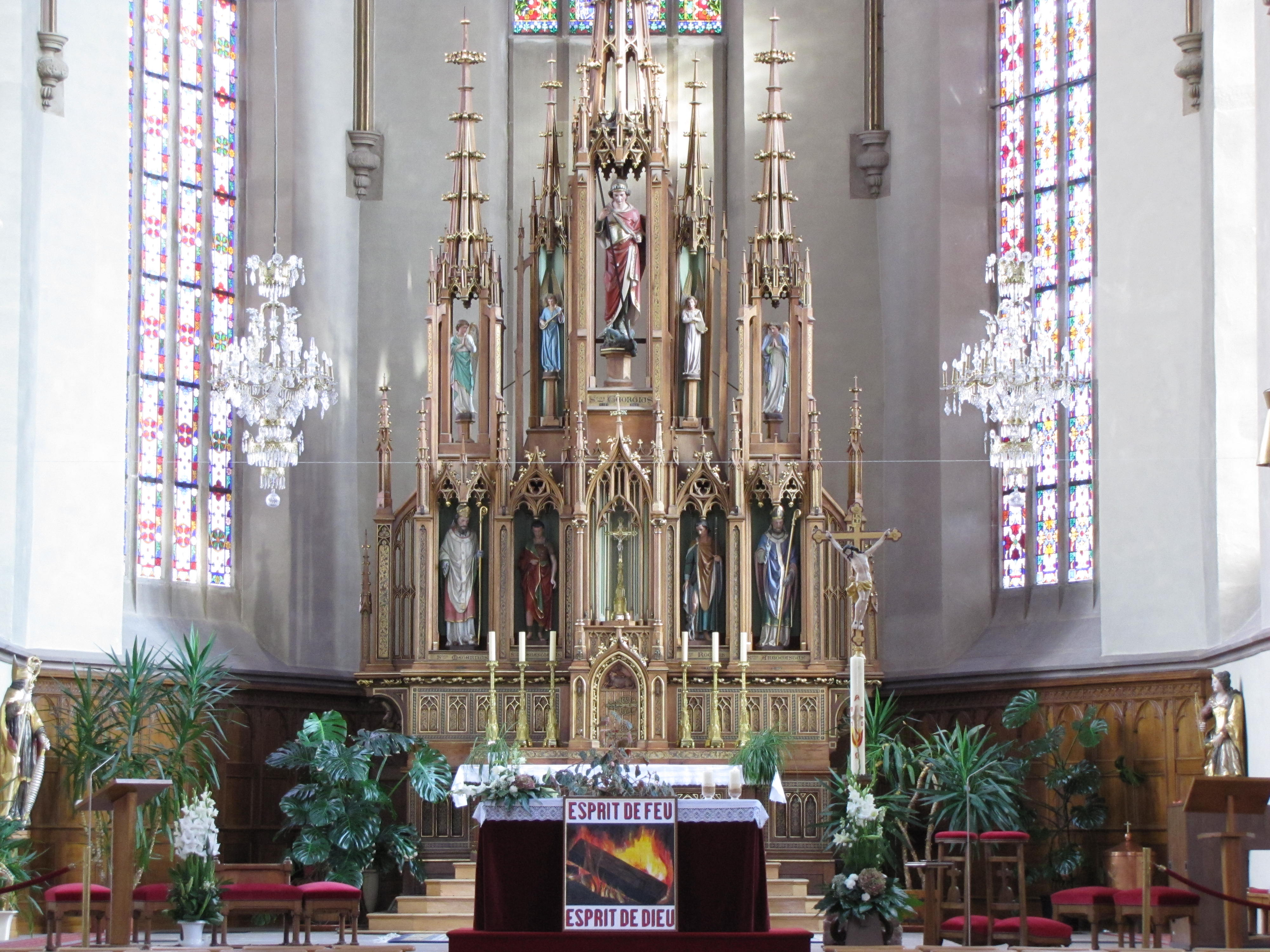
Maître-autel néo-gothique (1865).
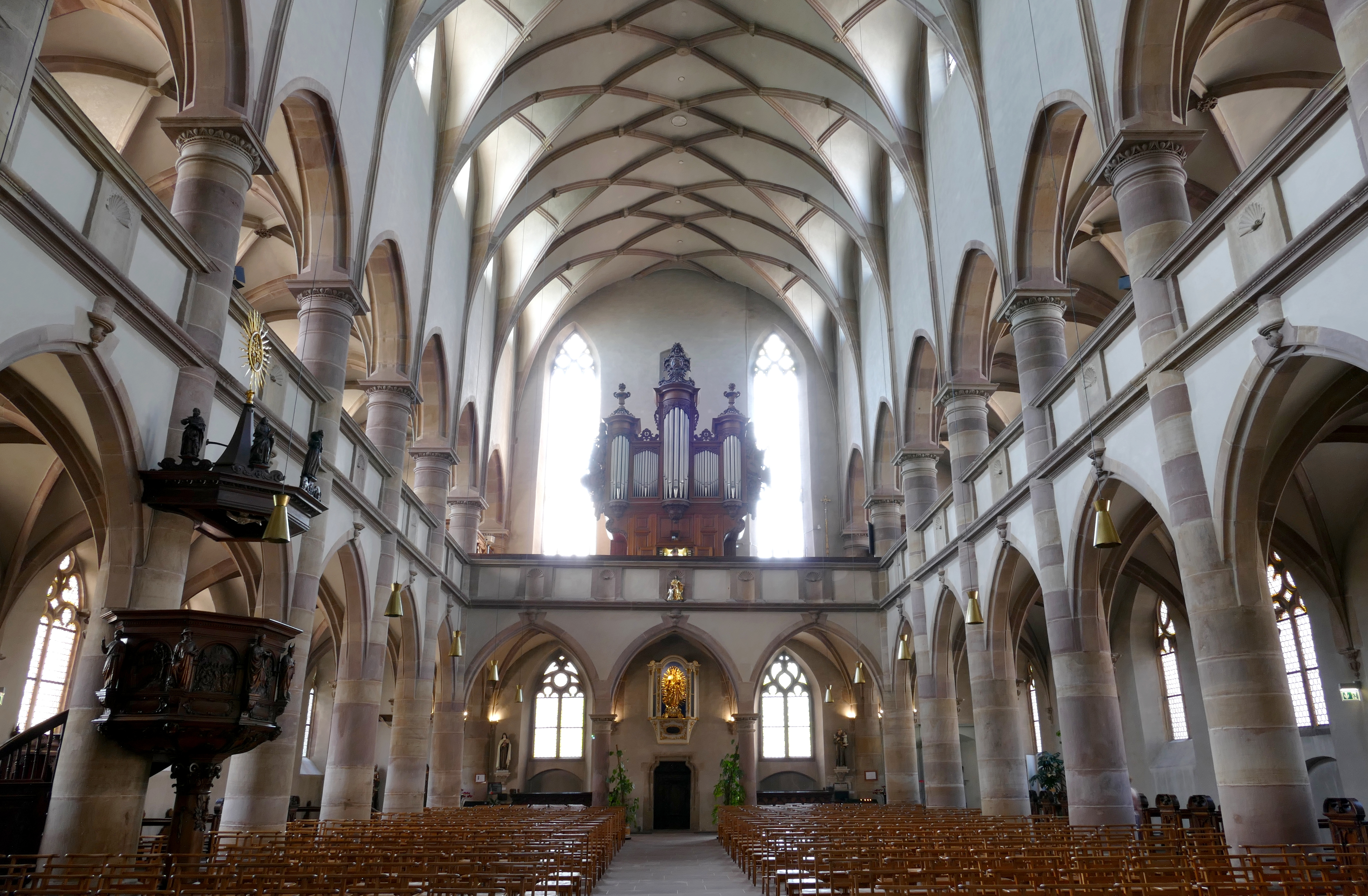
Vue intérieure de la nef vers la tribune d'orgue.

### La chaire de vérité
Datée de 1631. Les statuettes de saint Pierre, saint Paul et les quatre pères de l'Église latine (saint Jérôme, saint Augustin, saint Ambroise et saint Grégoire) ornent la chaire qui est adossée à une colonne de la nef. Les bas-reliefs sur la cuve représentent saint Ignace de Loyola (fondateur des jésuites), Jésus guérissant un lépreux, l'envoi des apôtres en mission, saint Jean-Baptiste prêchant la pénitence et le premier missionnaire jésuite saint François-Xavier, patron des missions. Sur l'abat-voix on peut admirer le Bon Pasteur, les Quatre Évangélistes et le sigle des Jésuites IHS qui signifie Jésus, sauveur des hommes (du latin Iesus Hominus Salvator).

### L'orgue Silbermann
L'orgue fut construit en 1781 par Jean André Silbermann. C'est l'une des dernières œuvres du célèbre facteur d'orgue strasbourgeois et le seul orgue en Alsace à posséder un clavier d’écho complet de quatre octaves. Il représente ainsi l'ultime conception de l'orgue de Silbermann. Il est constitué de trois tourelles. Le buffet possède des ailes représentant des instruments de musique. Le fleuron de la tourelle centrale représente une roue, l'emblème de la cité de Molsheim.

### Les autels secondaires

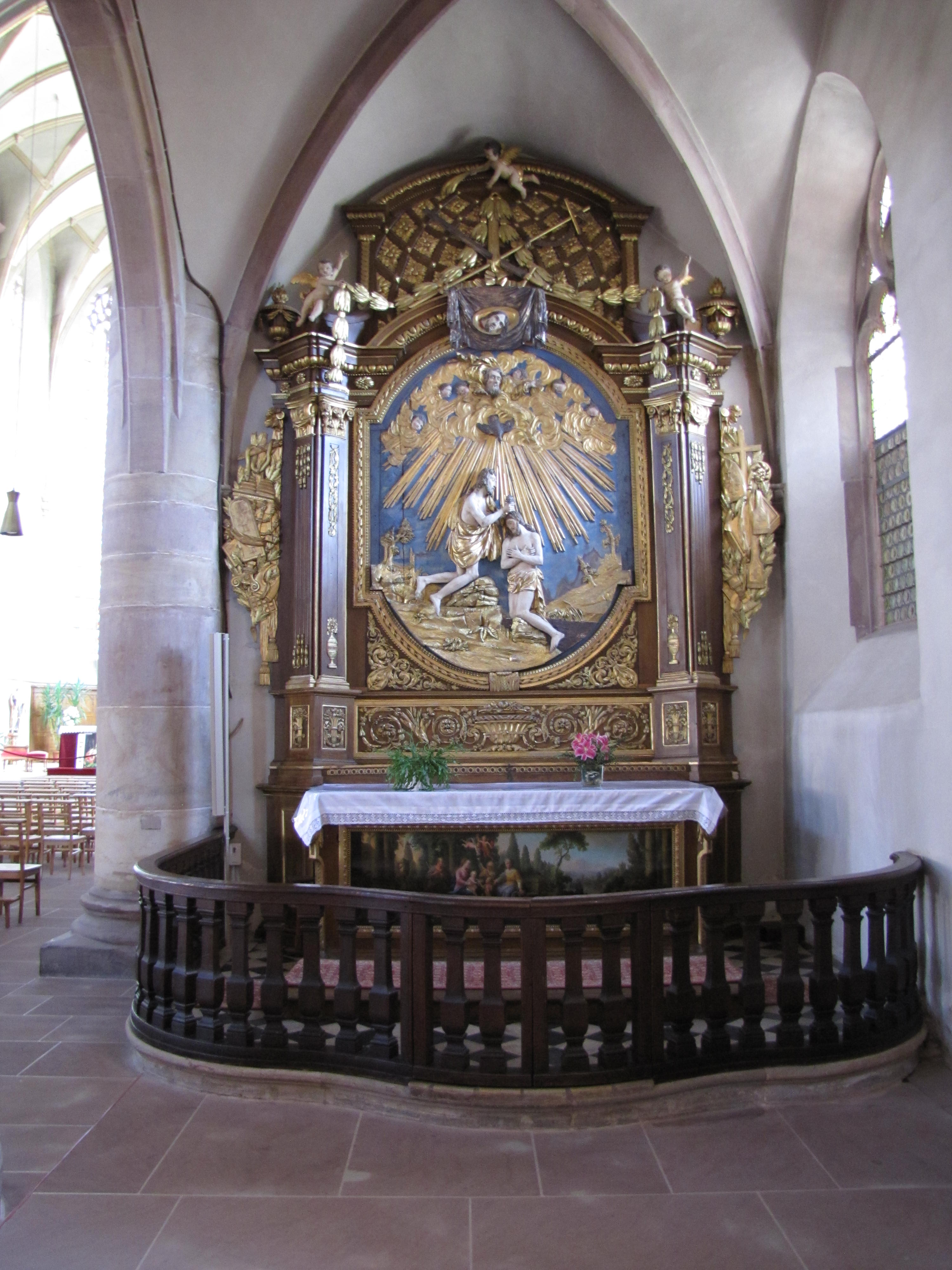
Autel de saint Jean-Baptiste (XVIIIe siècle).
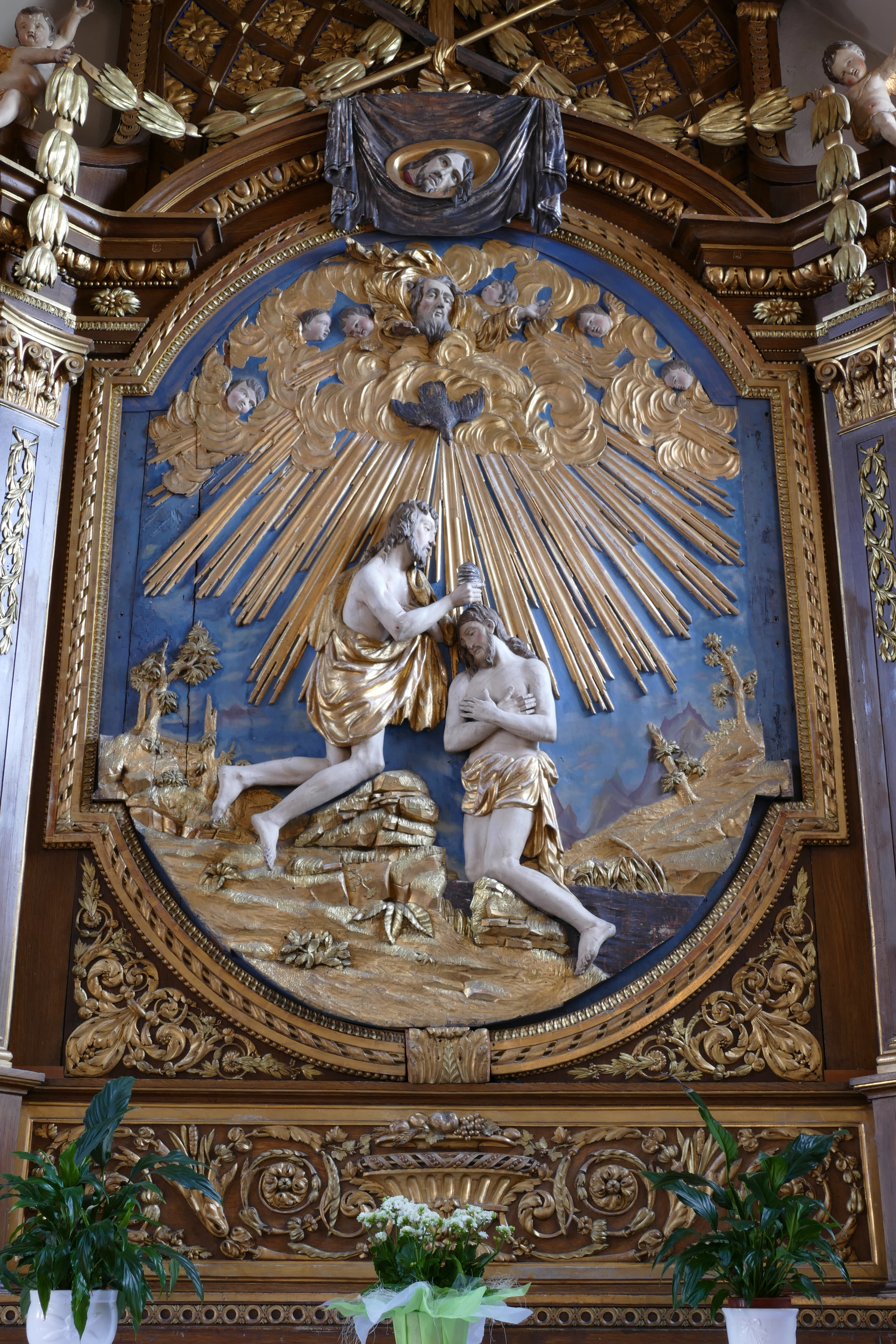
Détail du relief "Baptême de Jésus" (XVIIIe siècle).
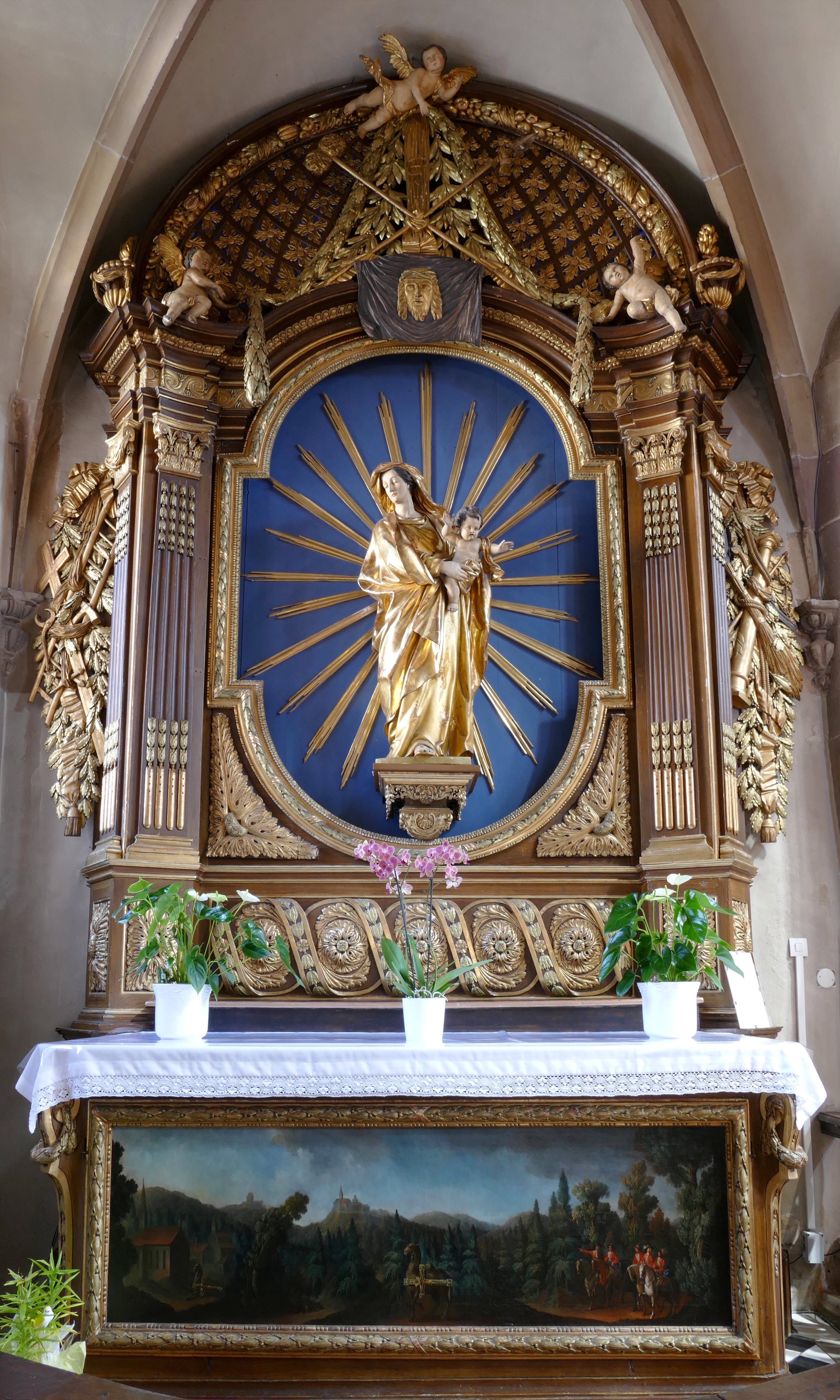
Autel de la Vierge ou de la Croix (XVIIIe siècle).

### La chapelle de la Vierge

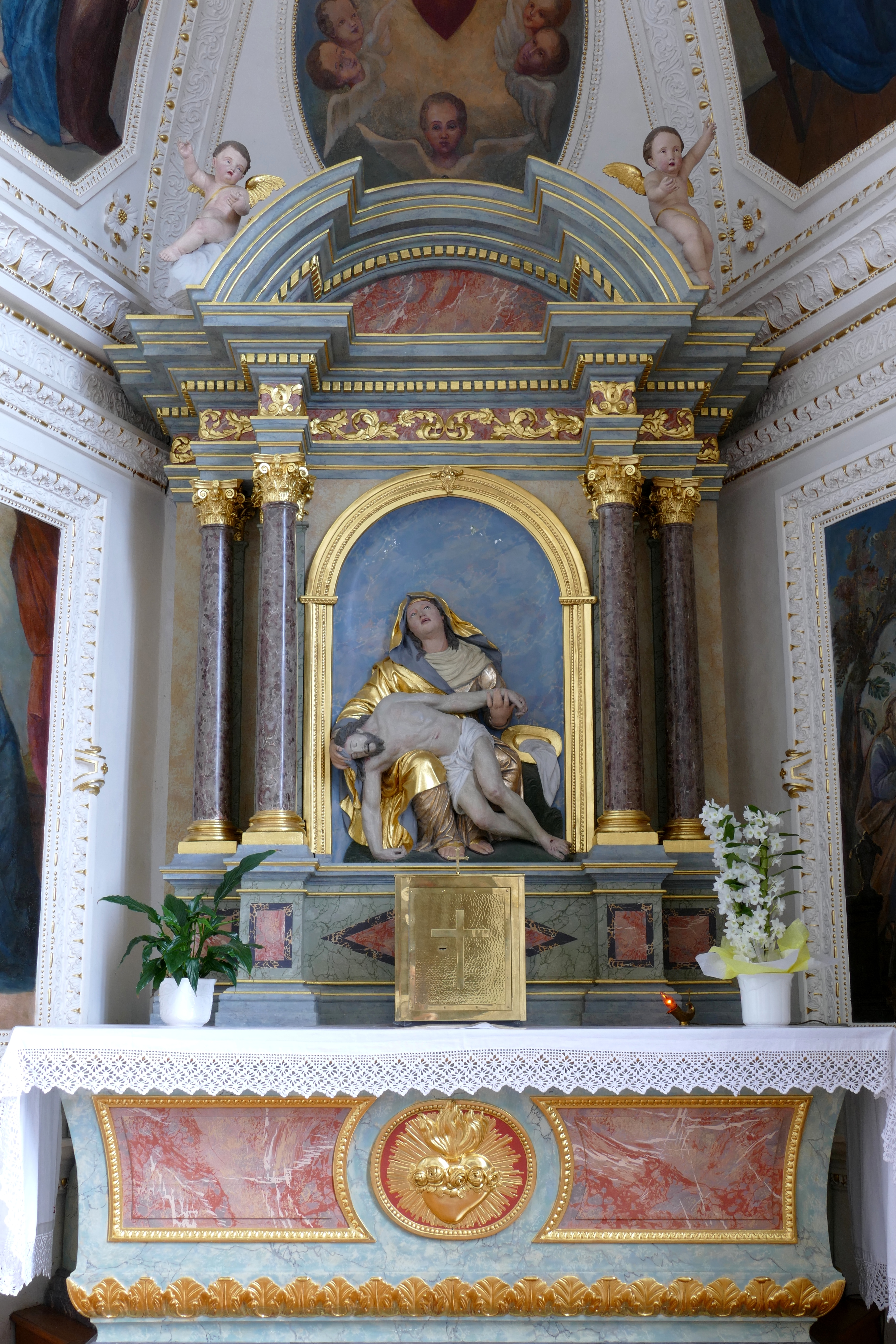
Chapelle de la Vierge.

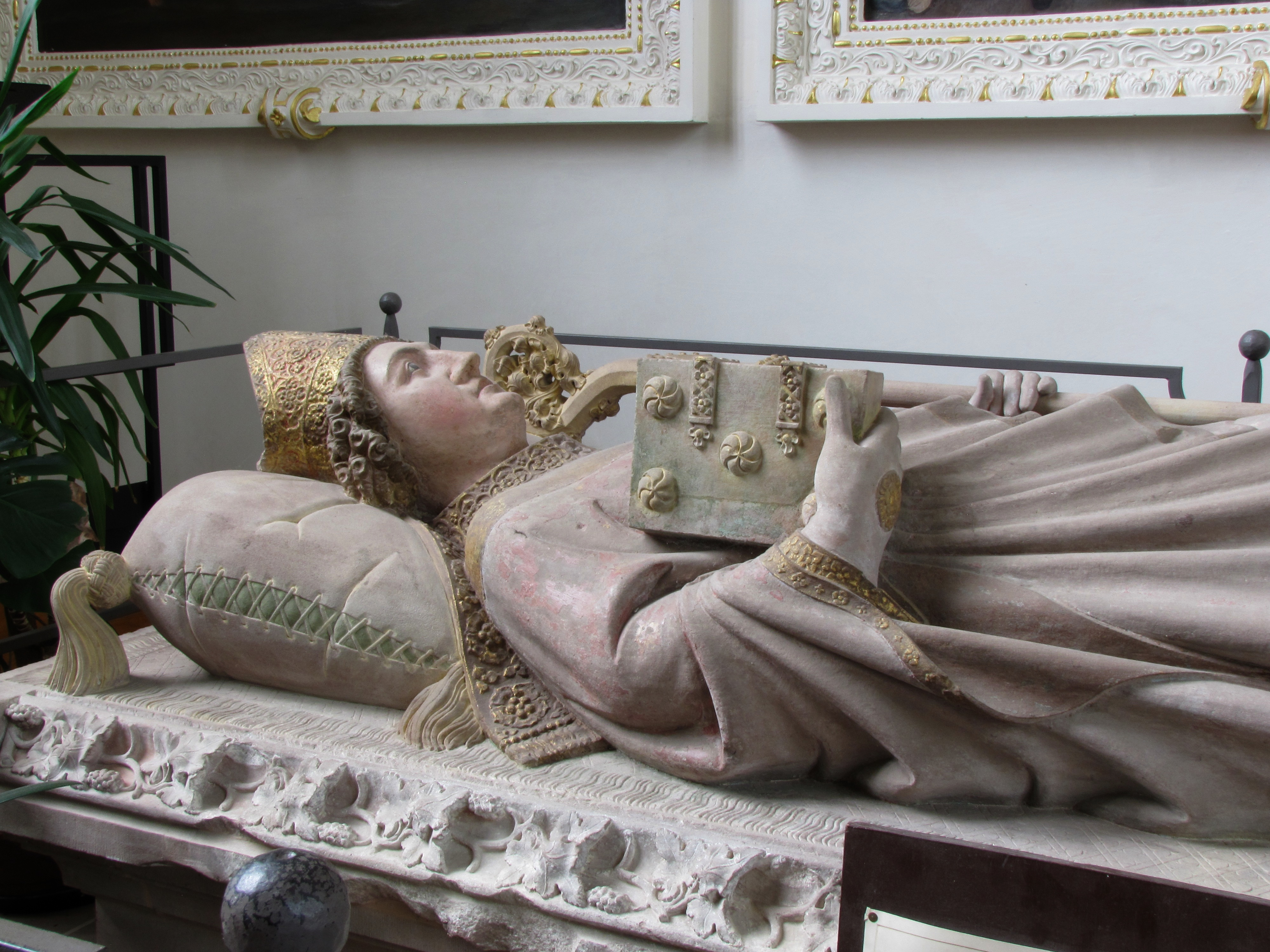
Gisant de l’évêque Jean de Dirpheim (XIVe siècle).

Elle occupe l'emplacement de l'ancienne chapelle de l'hôpital médiéval Sainte-Marie qu'avait fait ériger Jean de Dirpheim. L'entrée de la chapelle est ornée par quatre personnages dont on suppose que ce sont des représentations des jésuites et qu'elles auraient été sculptées par eux.Les peintures et les fresques datent de 1648 et sont l'œuvre de Audran.
Jean de Dirpheim fut évêque de Strasbourg de 1306 à 1328. Il est à l'origine d'un certain nombre de modification au sein de la ville de Moslheim, dont il était le seigneur temporel. On lui doit notamment le renforcement des remparts de la cité, la construction du château qui deviendra résidence épiscopale ainsi que la construction lors d'une épidémie de peste en 1316 d'un hôpital pour les pauvres qui fut remplacé par l'église des Jésuites. Le gisant de Jean de Dirpheim a été très abîmé au cours de la Révolution française. La statue décapitée, retirée de son lit de pierre et posée debout contre le mur sera remise en place plus tard lors de la restauration de l'église. Aux pieds de l'évêque de Strasbourg, sont couchés deux lions qui, contrairement aux habitudes, ne symbolisent pas le courage chez un militaire, mais la magnanimité chez un homme d'Église.

### La chapelle Saint-Ignace

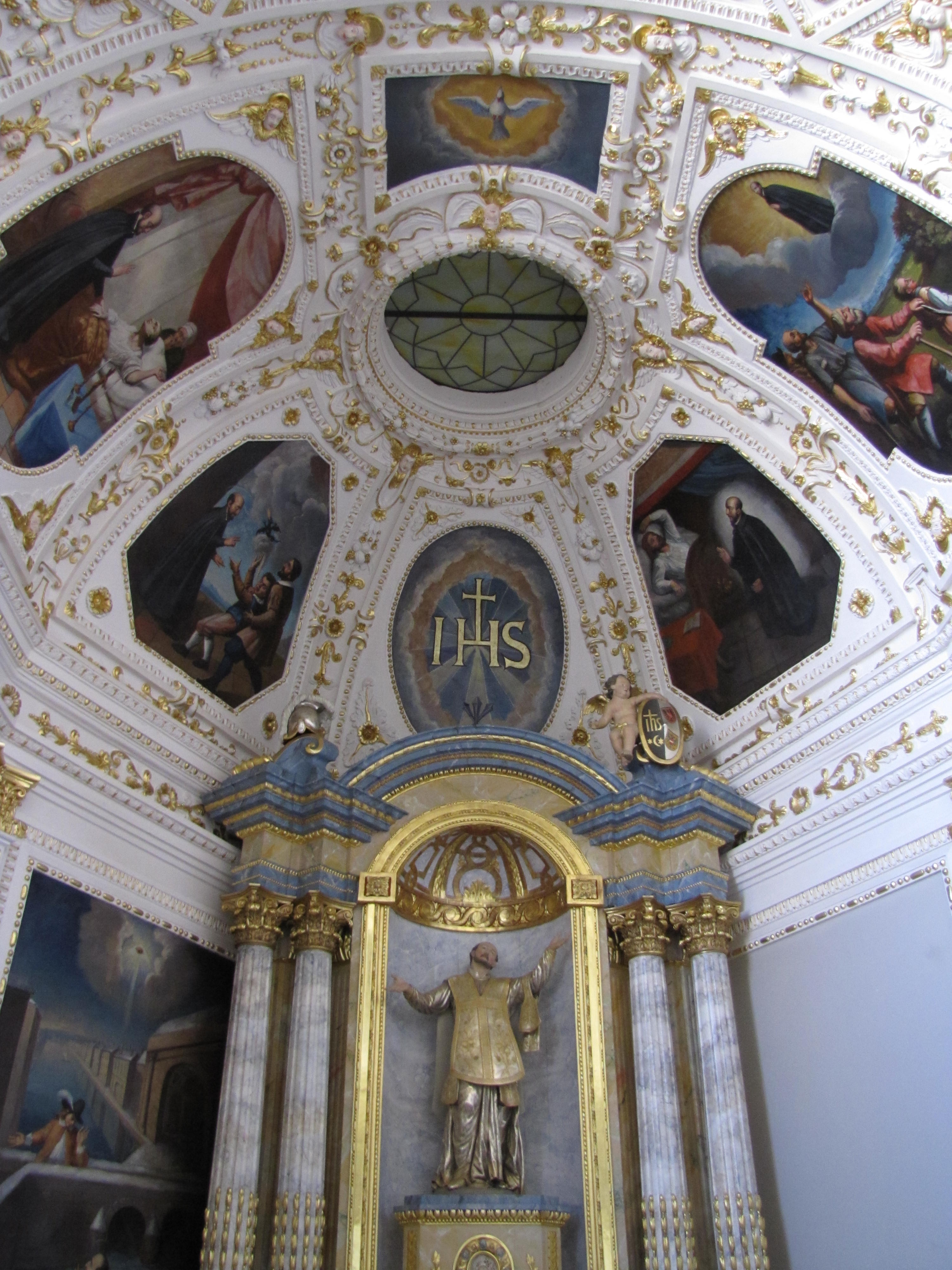
Chapelle Saint-Ignace.

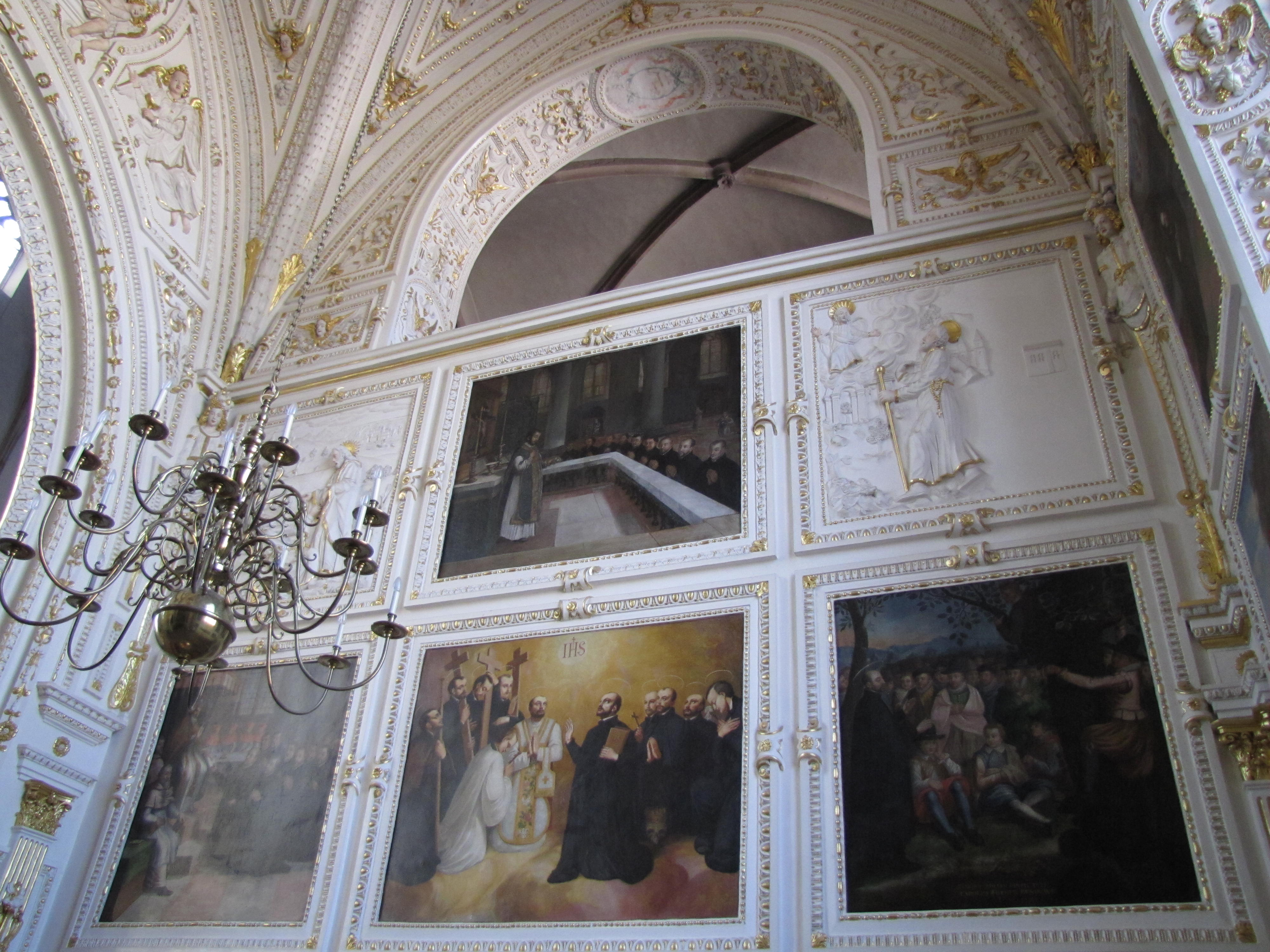
Décor stuqué "Vie de saint Ignace" (XVIIe siècle).

Initialement dénommée chapelle de la Croix, elle est dédiée à Léopold d'Autriche. À l'entrée se trouvent de belles sculptures de grès représentant les quatre évangélistes. Vers 1622, elle changea de nom et prit la dénomination de Saint-Ignace en l'honneur du fondateur de l'ordre des Jésuites.
Au-dessus de l'entrée du petit chœur figurent les armoiries du prince-évêque Léopold d'Autriche.
Sur les murs de la chapelle, on peut admirer des peintures et des fresques retraçant des épisodes de la vie du fondateur de la Compagnie de Jésus. Les Jésuites les ont fait réaliser en 1622 à l'occasion des cérémonies de canonisation de saint Ignace.

### Les fonts baptismaux et les statues remarquables
On trouve également les fonts baptismaux à l'intérieur de cette chapelle, le socle et la cuve sont en pierre richement décorée par des sculptures. Les angles sont animés par des personnages: saint Georges et le dragon, la Vierge à l'Enfant, saint Paul avec l'épée, sainte Ursule, saint Sébastien, et sainte Catherine. Les six bas-reliefs représentant les sacrements de l'Église à l'exception du baptême symbolisé par la vasque elle-même. Le couvercle était aussi en pierre à l'origine, mais il a été remplacé par un couvercle en métal après que le premier se fut brisé. Une inscription latine indique le nom des donateurs : Rodolphe de Neuenstein et son épouse, Maria Ursula de Flaxlanden.

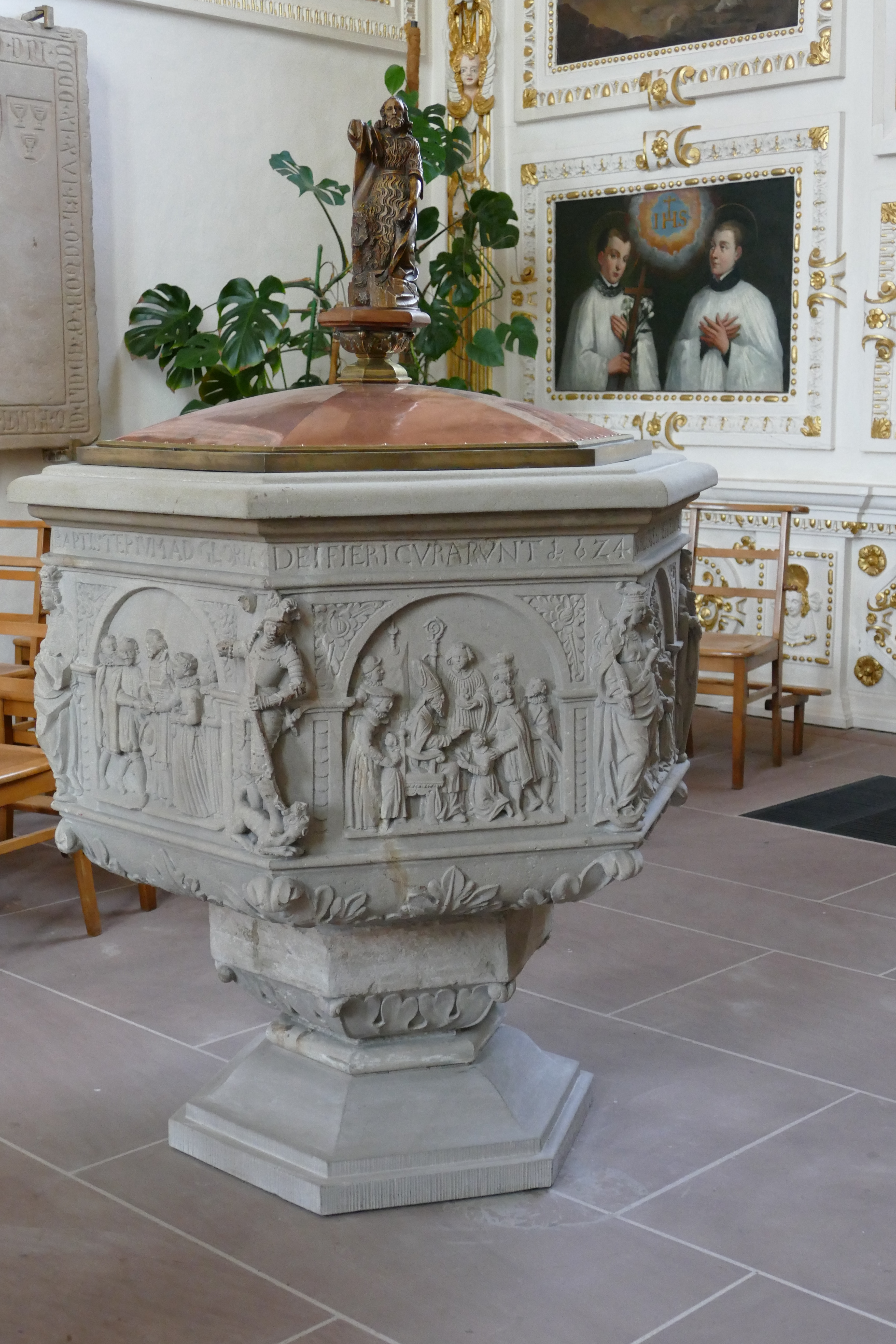
Vue d'ensemble des fonts baptismaux de 1624.
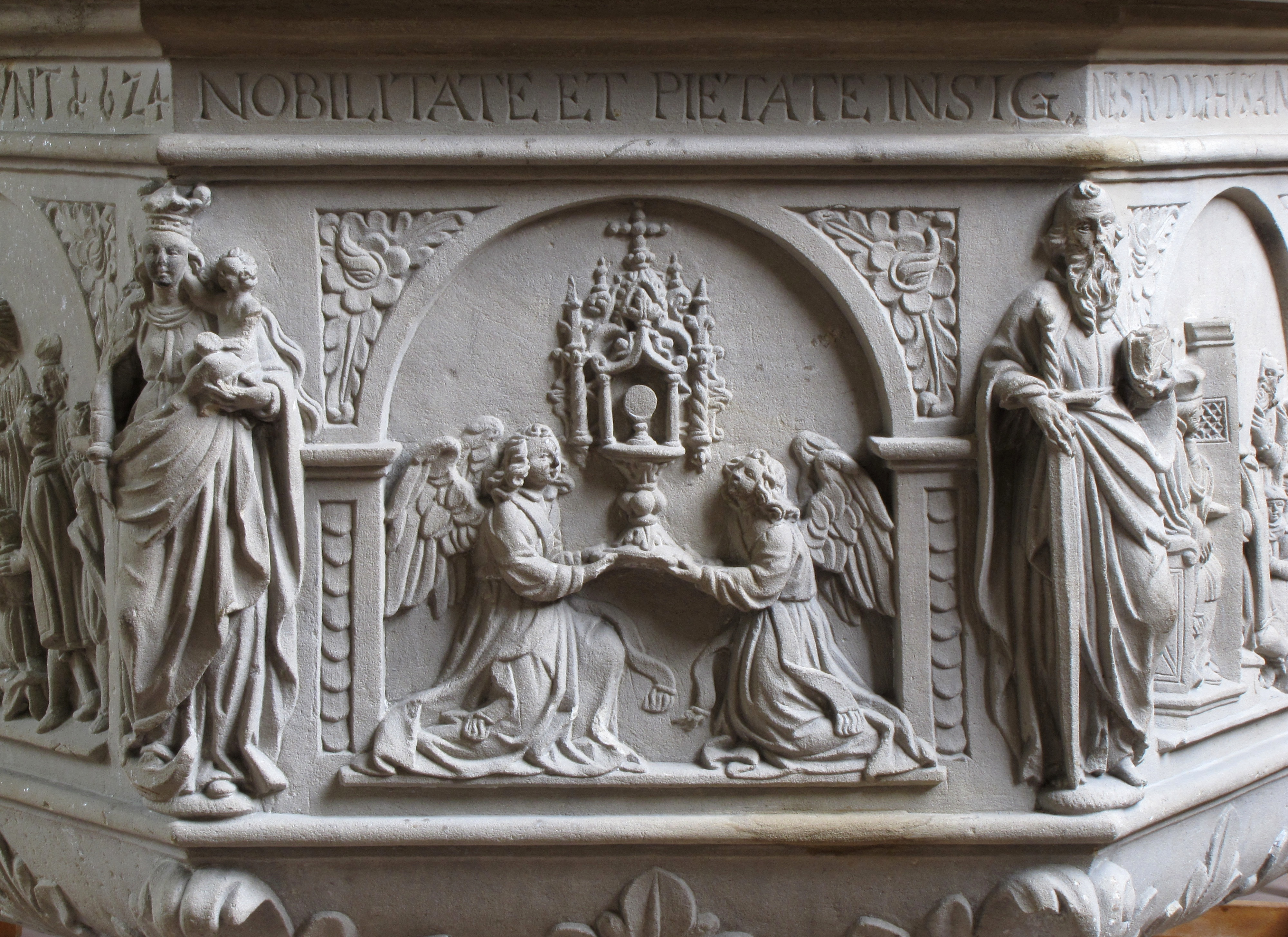
Relief symbolisant l'Eucharistie.
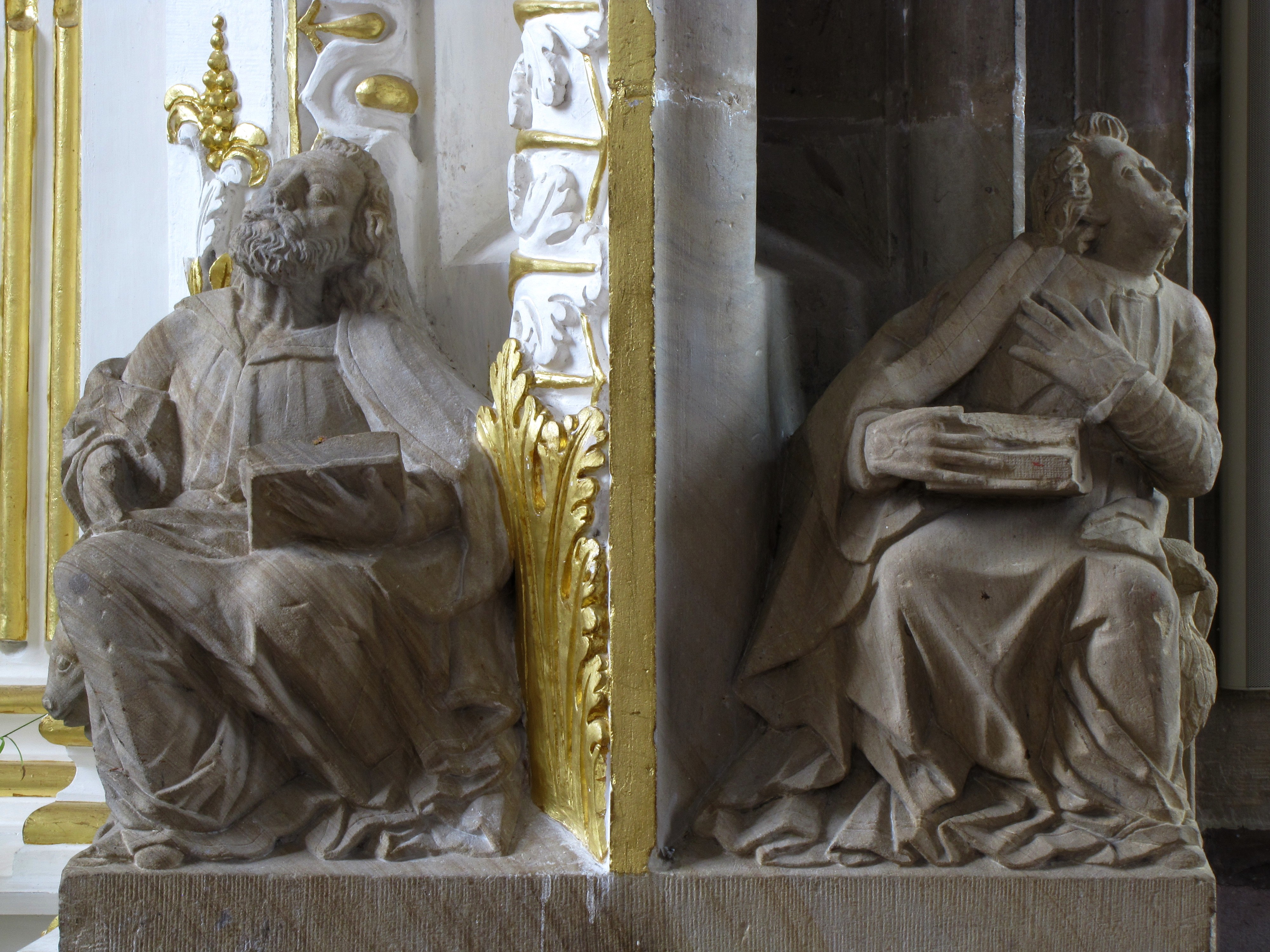
Hauts-reliefs représentants les Évangélistes (XVIIe siècle).
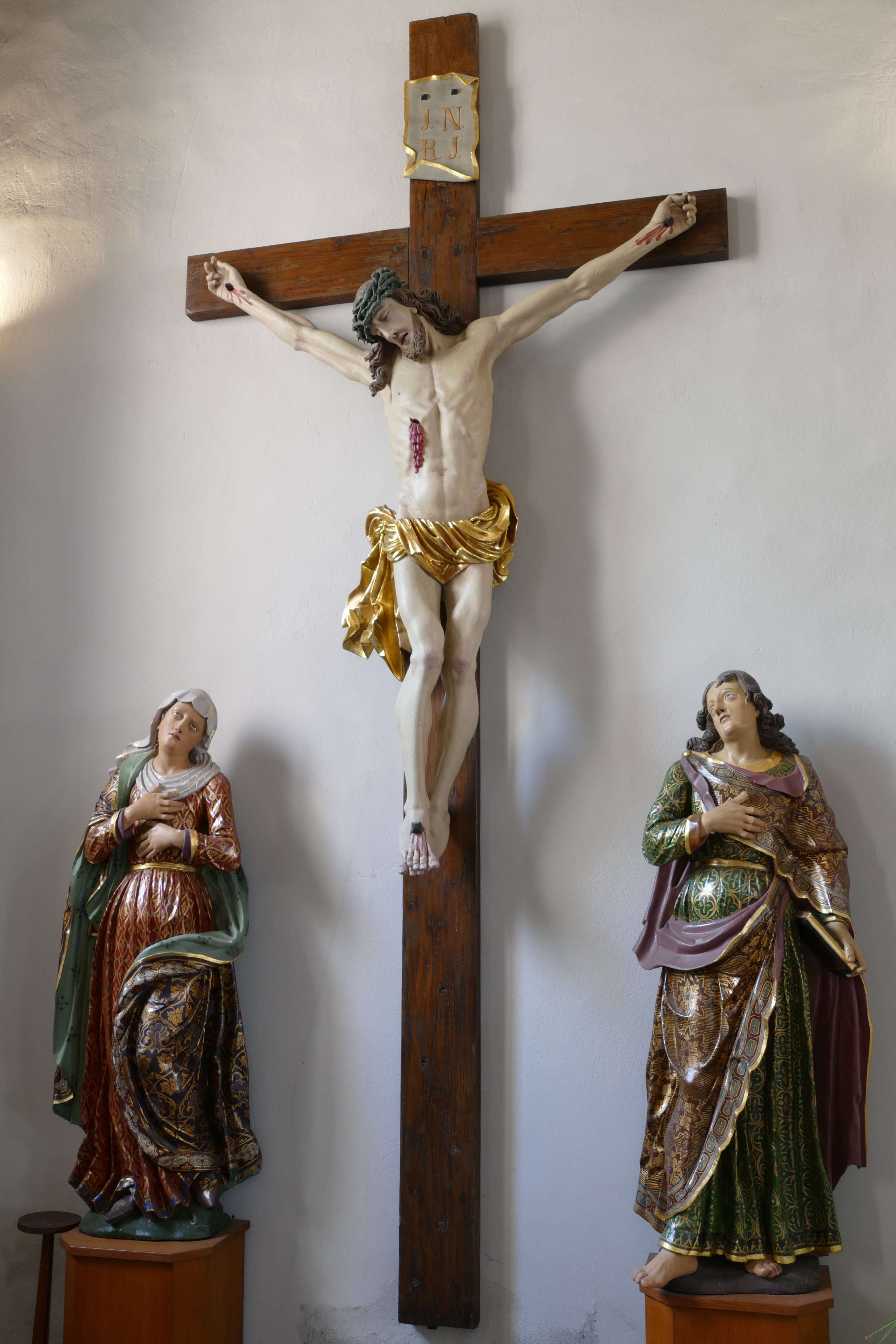
Calvaire (XVIIIe siècle).
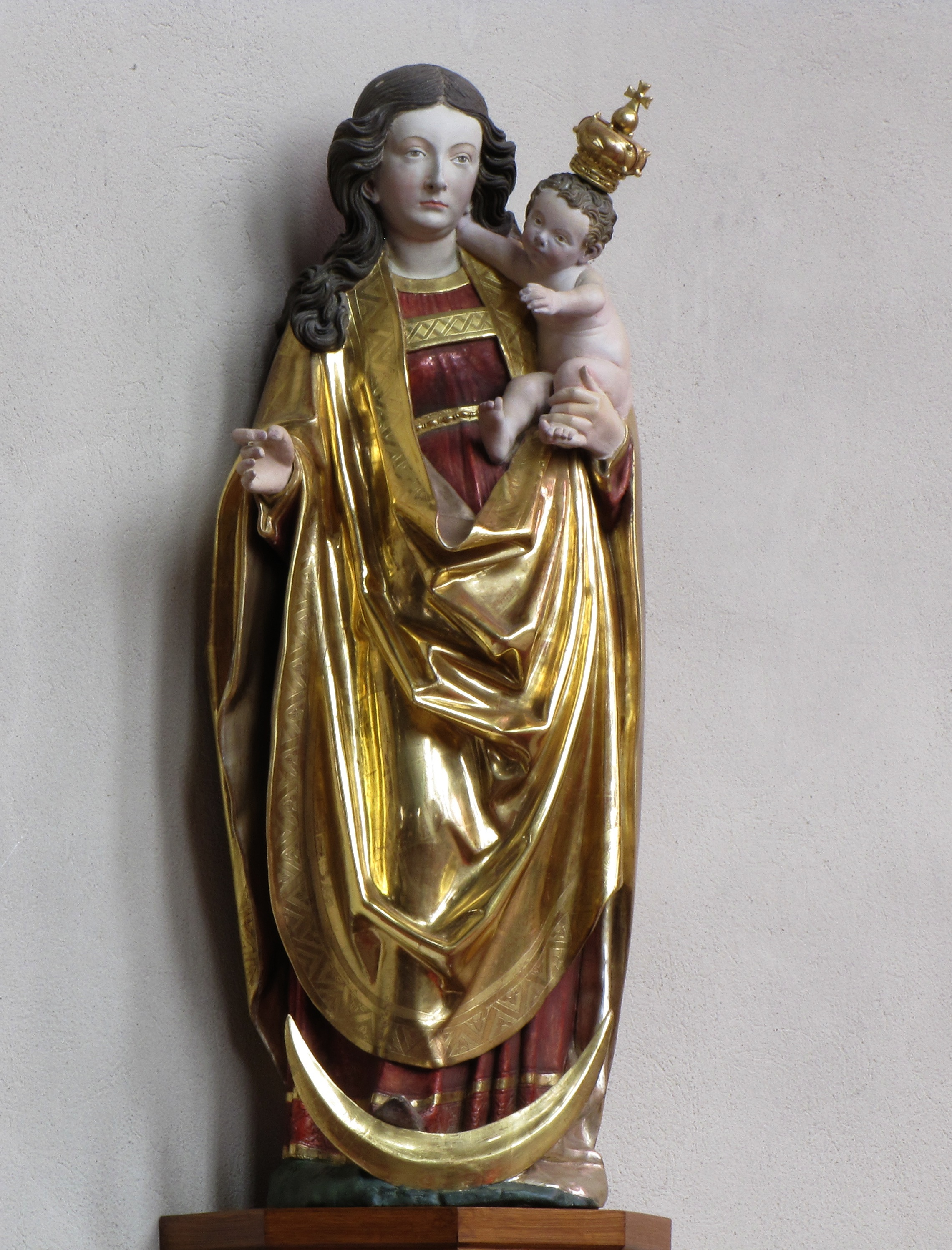
Vierge à l'Enfant (XVIe siècle).
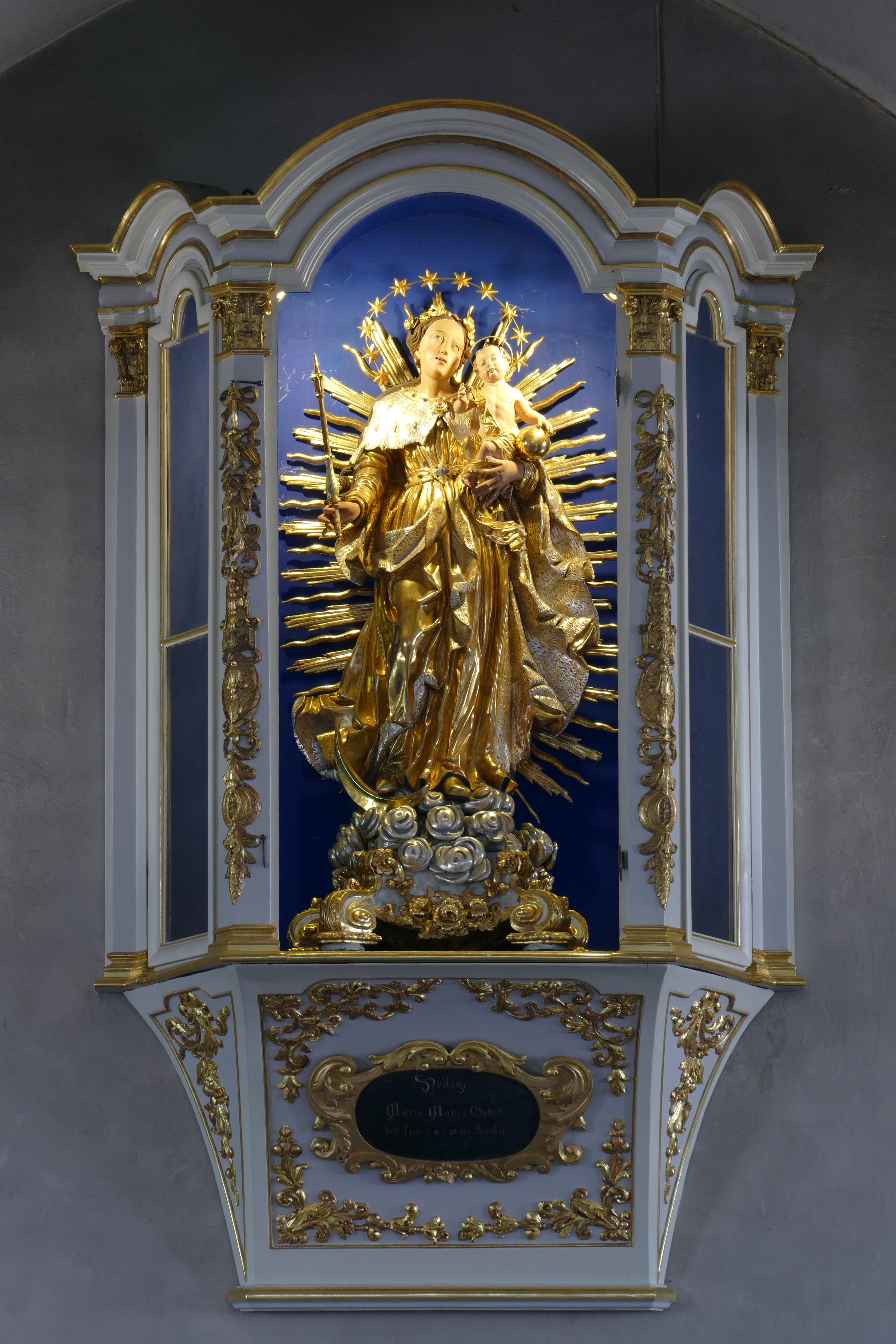
Vierge à l'Enfant (XVIIIe siècle).
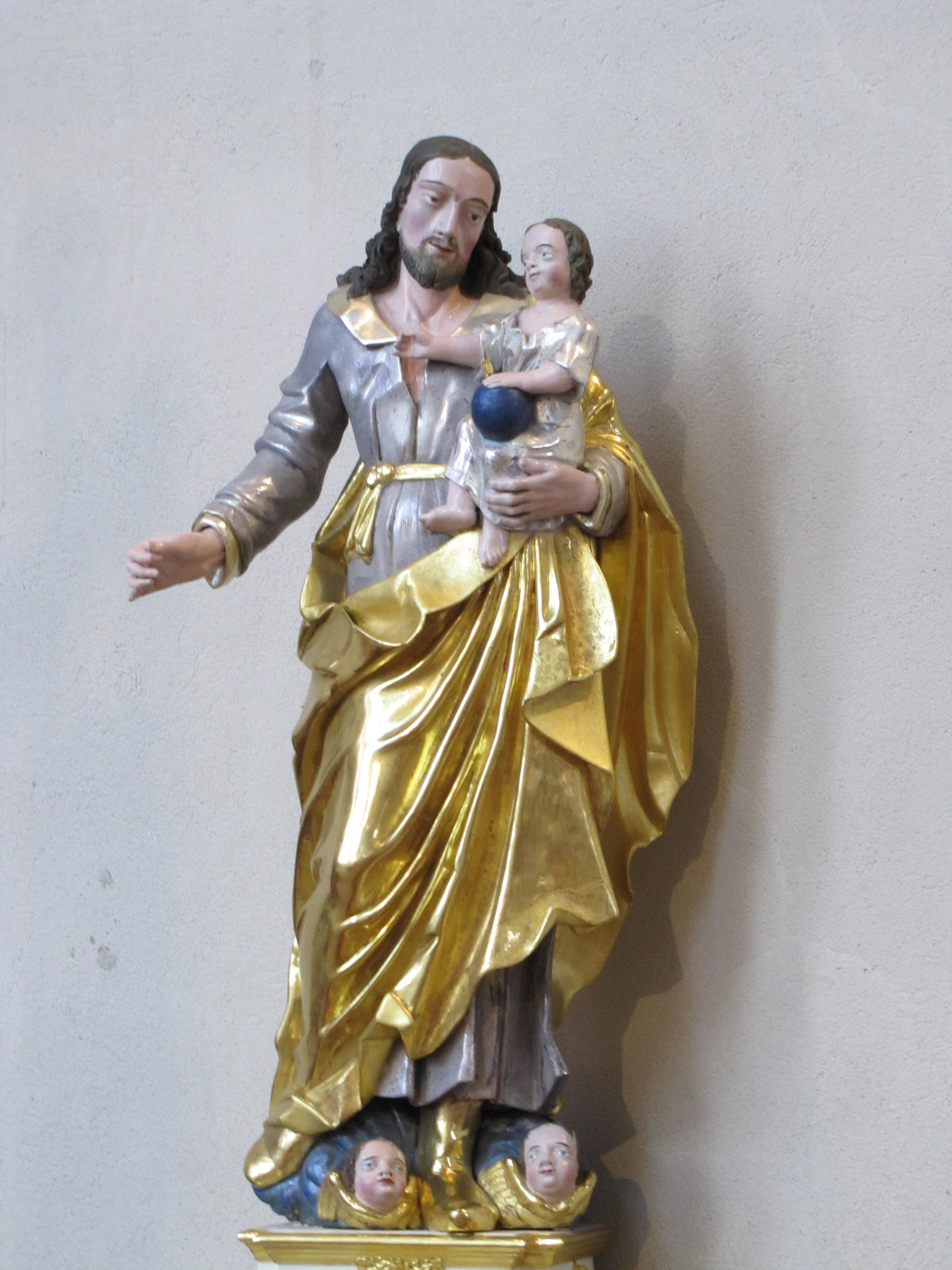
Saint Joseph (XVIIIe siècle).
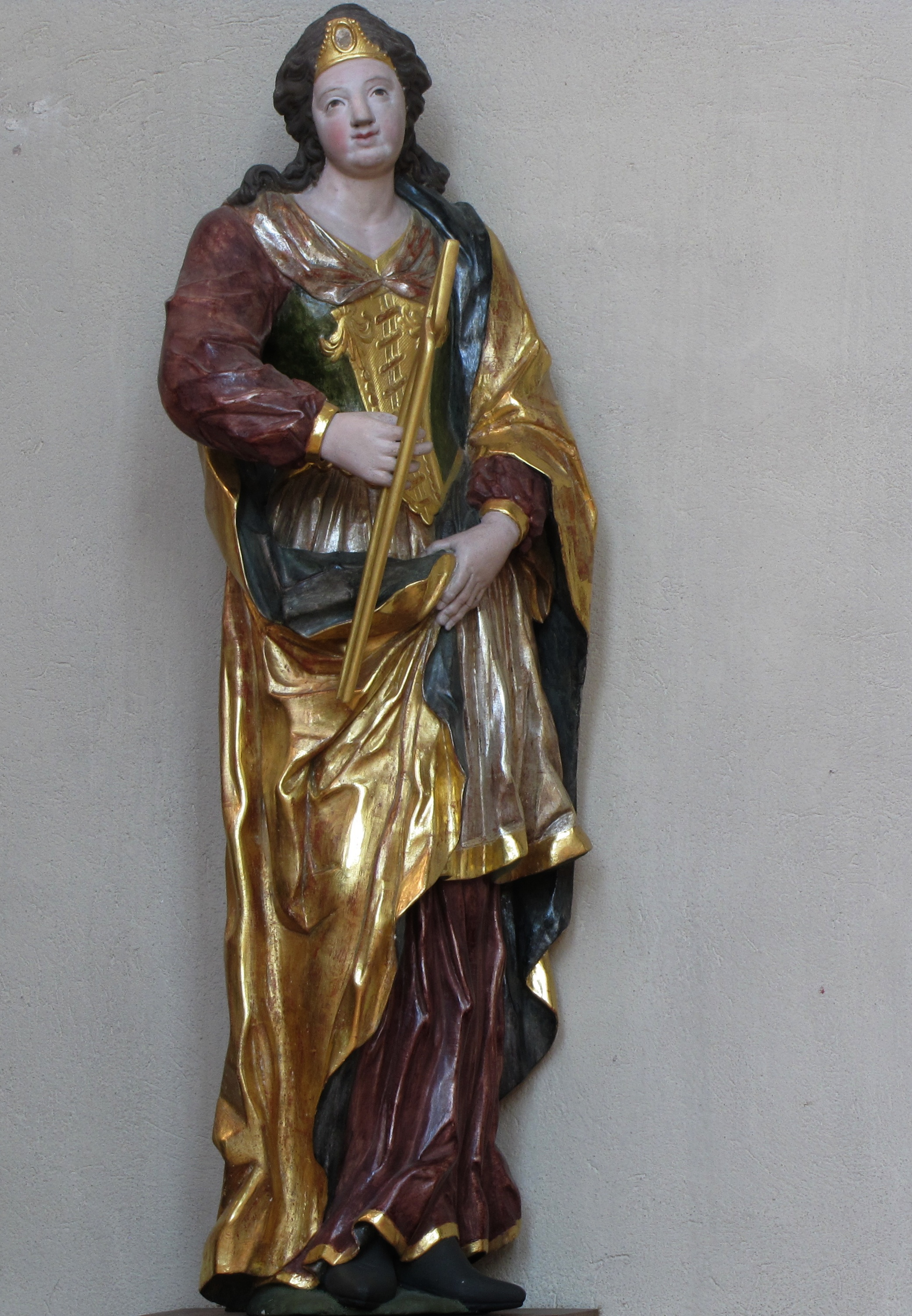
Sainte Apollonie (XVIIIe siècle).
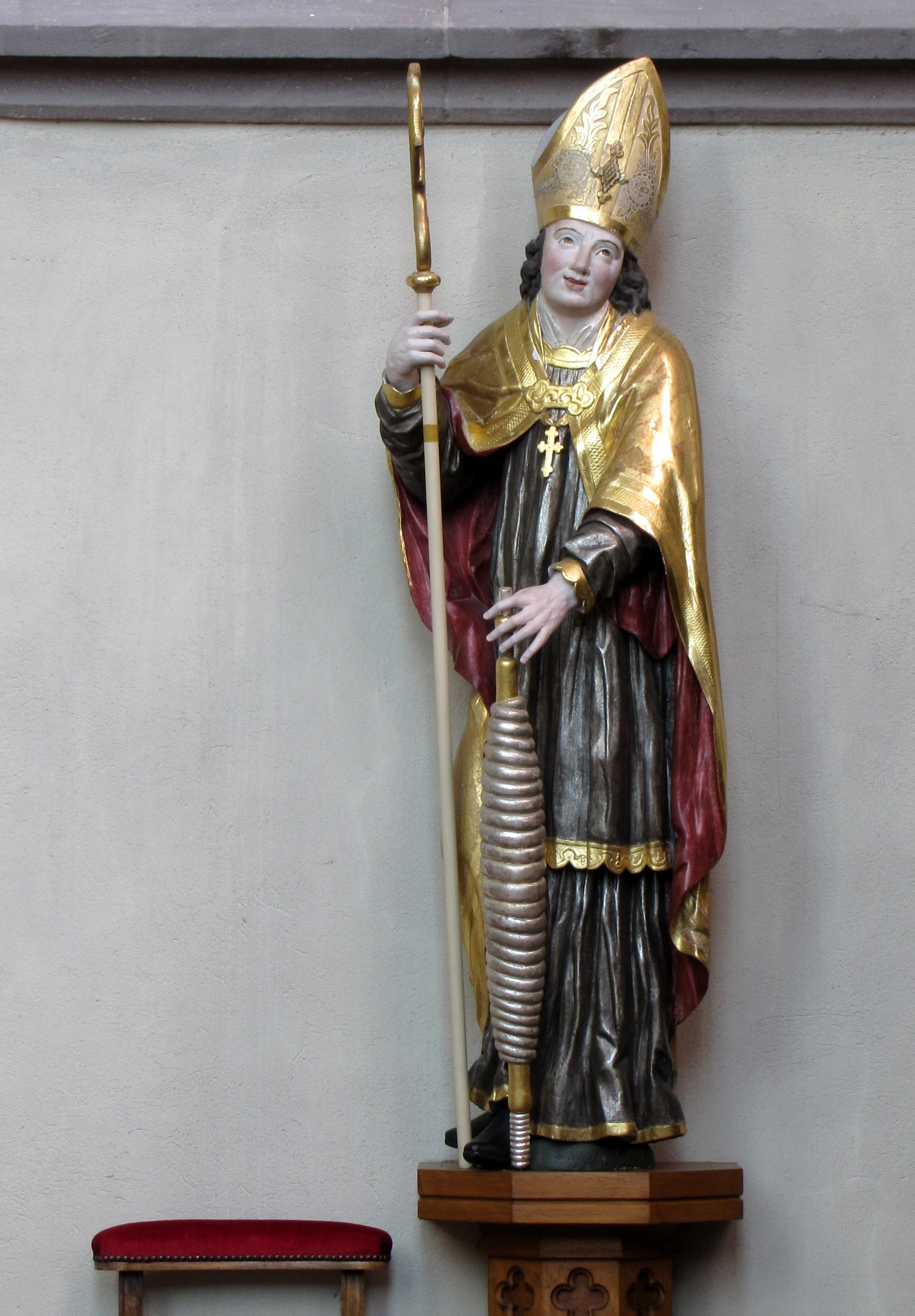
Saint Érasme (XVIIIe siècle).